# Dichomeris
Dichomeris là một chi bướm đêm thuộc họ Gelechiidae.

## Các loài tiêu biểu
- Dichomeris lamprostoma
- Dichomeris acuminatus (Staudinger, in Kalchberg, 1876)
- Dichomeris aenigmatica (Clarke, 1962)
- Dichomeris cisti
- Dichomeris meridionella
- Dichomeris limbipunctella
- Dichomeris helianthemi
- Dichomeris inserrata (Walsingham, 1882)
- Dichomeris castellana
- Dichomeris ligulella Hübner, 1818
- Dichomeris juniperella
- Dichomeris marginella Fabricius, 1781
- Dichomeris ustalella
- Dichomeris derasella
- Dichomeris limosellus
- Dichomeris nitiellus
- Dichomeris rasilella
- Dichomeris barbella
- Dichomeris pudicellus
- Dichomeris alacella
- Dichomeris latipennella

## Hình ảnh

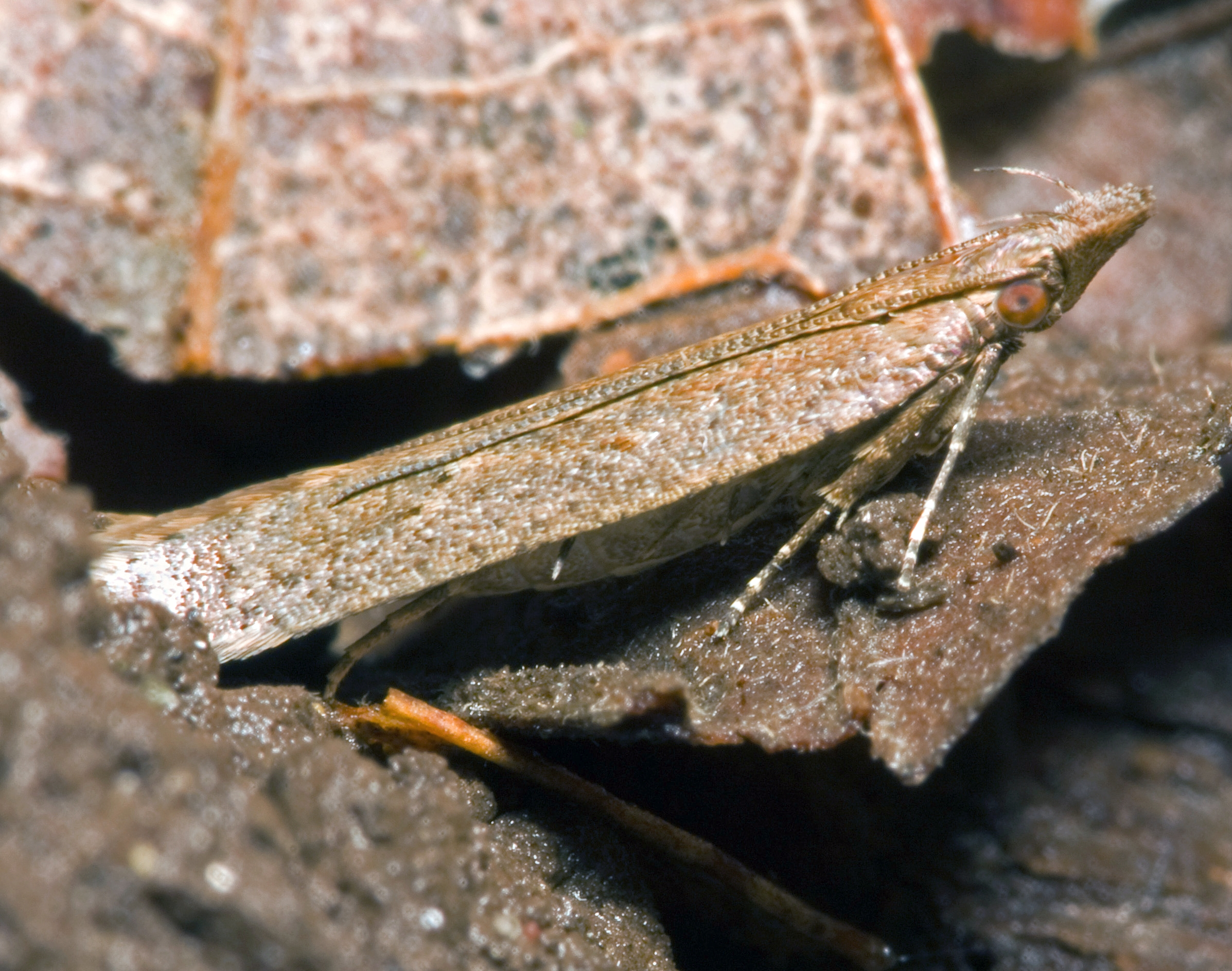
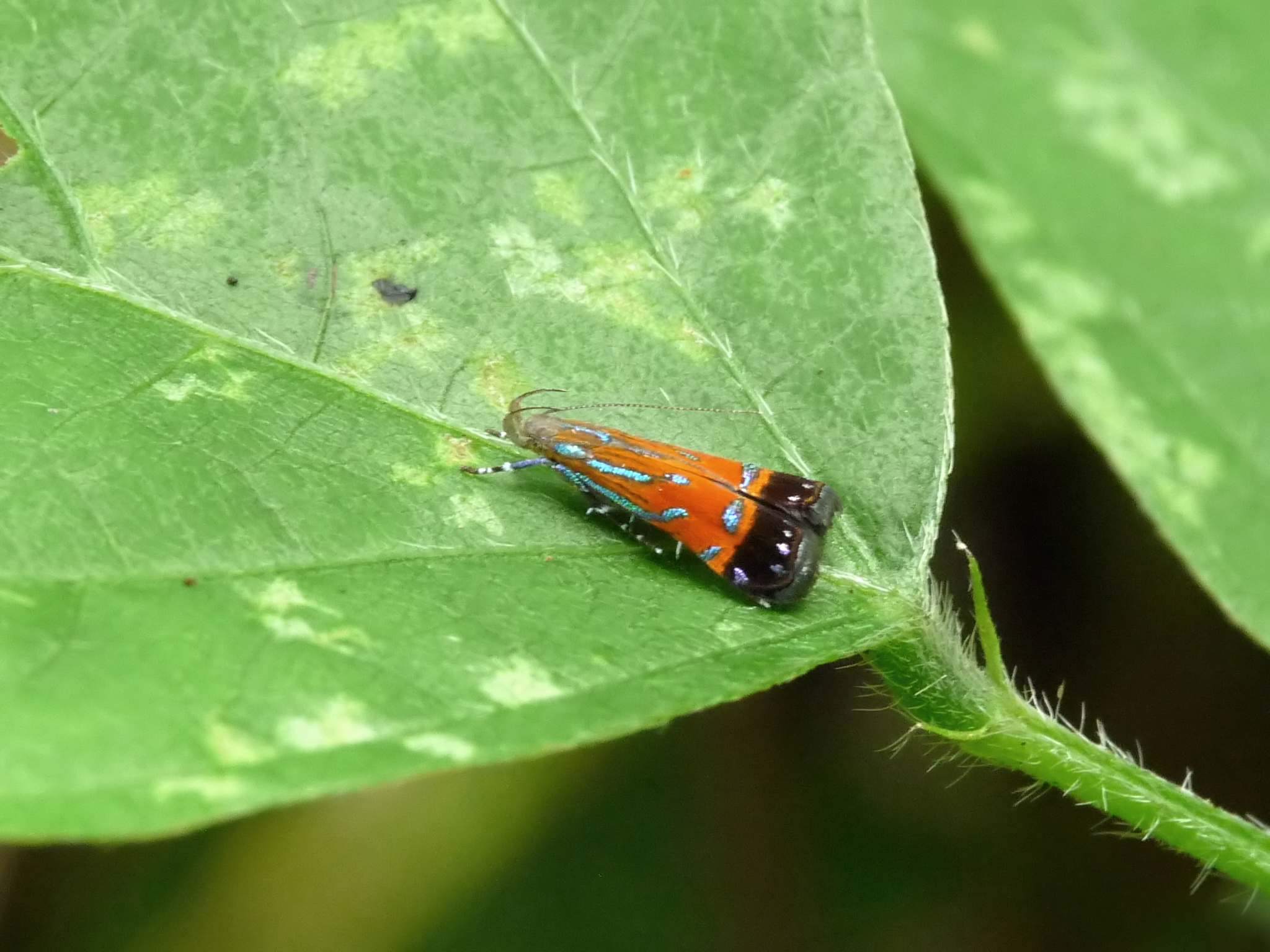